# اورتا بلاغ (زنجان)
اورتا بلاغ یک روستا در ایران است که در دهستان قره‌پشتلو بالا شهرستان زنجان واقع شده‌است. اورتا بلاغ ۲۴۶ نفر جمعیت دارد.